# Hans-Jürgen Schulke

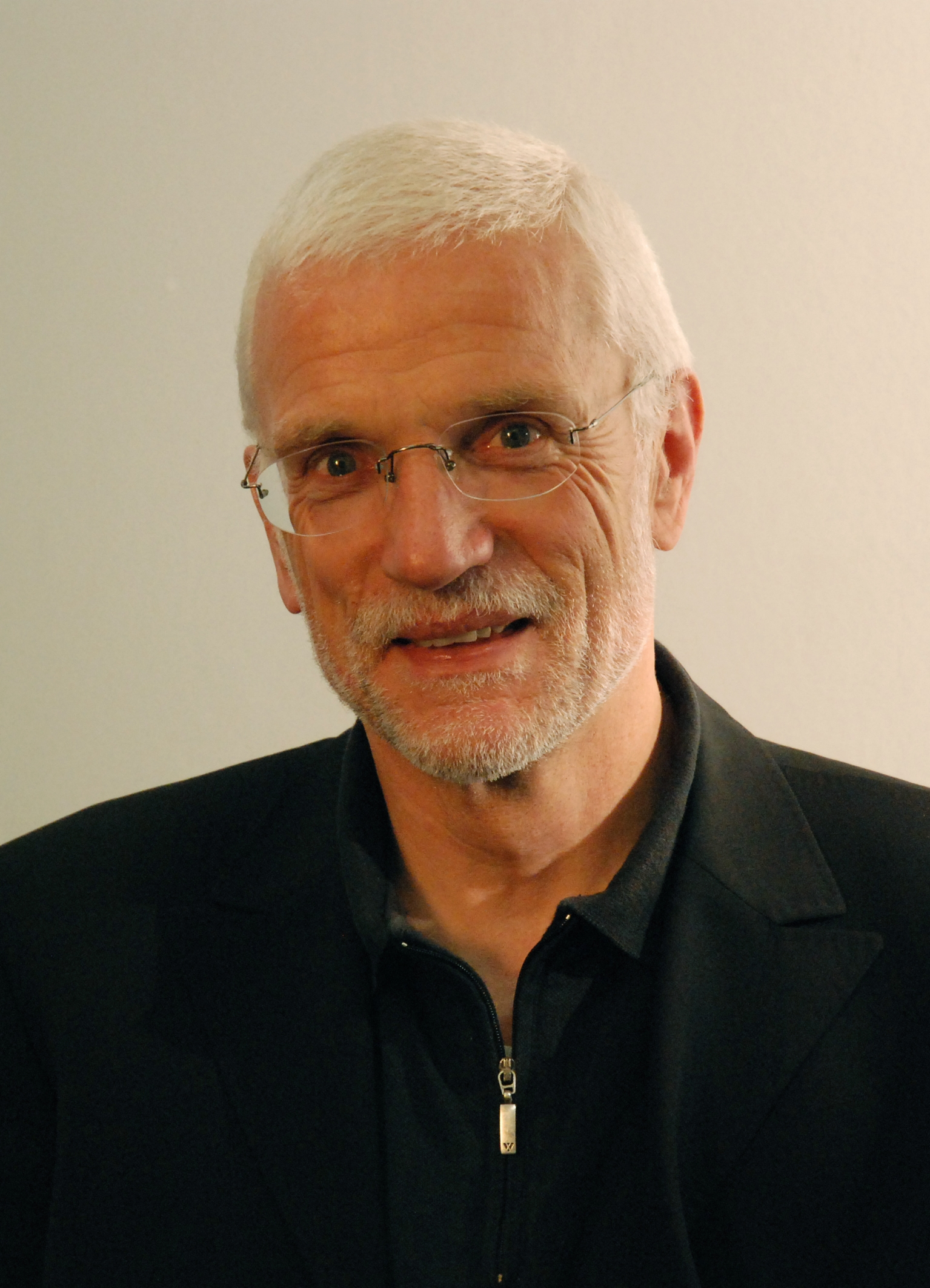
Hans-Jürgen Schulke

Hans-Jürgen „Hajo“ Schulke (* 28. August 1945 in Naumburg (Saale)) ist ein deutscher Sportsoziologe, Sportfunktionär und Hochschullehrer.

## Leben

### Familie und Sport
H.-J. Schulke ist der fünfte Sohn der Hauswirtschaftsleiterin Maria Schulke (geb. Groth) und dem Kaufmann Hans Schulke. Die Familie zog kurz nach seiner Geburt auf die Nordseeinsel Föhr um und 1949 nach Hamburg-Bergedorf, dem Geburtsort der Mutter. Schulke absolvierte dort das Gymnasium.
Er wurde früh Mitglied der Bergedorfer Turnerschaft von 1860. Er spielte in der Hamburger Auswahl Handball und errang als Mittelstreckenläufer zahlreiche Landesmeisterschaften sowie eine deutsche Meisterschaft im Waldlauf (1966). 1985/86 wurde er mehrfach Bremer Landesmeister im Marathon mit einer Bestzeit von 2.20.30. Er trainierte im Handball zahlreiche Jugend und Damenmannschaften.
Schulke studierte von 1967 bis 1971 Erziehungswissenschaft, Sport und Soziologie an der Universität Hamburg und gründete u. a. mit Willi Lemke und Peter Weinberg und der bundesweiten AG der Studierenden der Sensomotorik (ASS) die Fachschaft Sport. Schulke beschäftigt sich u. a. mit der Geschichte des Turnens und dem Sport in Hamburg und hat zahlreiche Publikationen zu Sportpolitik, Olympia, Gesundheitssport, Laufbewegung, Behindertensport und Hochschulsport verfasst.
Er ist das zweite Mal verheiratet und hat sechs Kinder.

### Beruf und Ehrenämter
Noch während des Studiums Jugendbildungsreferent beim Hamburger Sportbund von 1969 bis 1971. Assistenzprofessor an der Universität Bremen seit 1971. In den Jahren 1972 bis 1973 war er im Vorstand der AG sportwissenschaftlicher Hochschuleinrichtungen (ASH), im Anschluss war er für neun Jahre, von 1973 bis 1982 im Vorstand des Allgemeinen Deutschen Hochschulsportverbandes. Wissenschaftlicher Mitarbeiter für Sportsoziologie und Erwachsenensport an der Universität Bremen war er von 1979 bis 1991.
Schulke wurde 1982 Mitbegründer und Vorsitzender der FSG Seebergen und blieb es bis 2005 (seitdem Ehrenvorsitzender). Renndirektor des Bremer Stadtmarathons war er von 1986/87. Das Institut für Gesundheit, Sport und Ernährung gründete er 1986. Von 1991 bis 1995 war er Generalsekretär für das Deutsche Turnfest in Hamburg. Schatzmeister der Bundesvereinigung für Gesundheit wurde er 1994 und blieb es für 13 Jahre. Im Jahre 1995 gründete er das Institut für Sportmanagement und war Hochschullehrer an der Universität Bremen. Außerdem wurde er 1995 zum Vizepräsidenten des Bremer Turnverbandes gewählt.
Direktor des Sportamts und Landessportreferent des Hamburger Senats wurde Schulke 2000. Hier war er ab 2001 verantwortlich für die Olympiabewerbung Hamburgs für die Olympischen Spiele 2012 mit dem Konzept „Spiele im Herzen der Stadt“ (sie scheiterte in der DSB-Mitgliederversammlung; 2003 erhielt Leipzig den Zuschlag für die deutsche Bewerbung. Diese wurde vom IOC im Vorfeld abgelehnt). In seiner Zeit begann der umfassende Ausbau des Olympiastützpunktes und einer Eliteschule des Sports, wurde die LA-Halle errichtet, eine Stiftung Leistungssport gegründet, neue internationale Sportgroßveranstaltungen wie Triathlon- und Judo-Weltcup etabliert, der Ausbau des Volksparkstadions und der heutigen Barclay-Arena abgeschlossen, ein Kooperationskonzept Schule/Verein beim Sportstättenbau formuliert, eine Kongressreihe zum Management von Sportgroßveranstaltungen begonnen („Science meets Practice“) und ein umfassendes Entwicklungskonzept zur „Sportstadt Hamburg“ beschlossen, Hierzu hat er mehrere Publikationen erstellt. Von 2000 bis 2005 leitete Schulke die Arbeitsgruppe „Gesundheitssport“ bei der Sportministerkonferenz; er wurde dort auch Leiter der Arbeitsgruppe „WM 2006“ und initiierte die Fanfeste bzw. das Public Viewing, mit denen er sich auch in wissenschaftlichen Analysen befasste.
Seit 2001 ist er zunächst Initiator und dann Mitglied im Organisationskommittee des Internationalen Hamburger Symposiums Sport, Ökonomie und Medien (heute Kongress), der seitdem jährlich stattfindet und in einer Schriftenreihe publiziert wird. Zudem war er seit 1994 Vorstandsmitglied, von 2004 bis 2010 Präsidiumsmitglied und zuletzt Vizepräsident des Deutschen Turner-Bunds; dort auch Mitglied im Wissenschaftlichen Beirat und Initiator der Turnfestakademie 1998 (heute größte Fortbildungsveranstaltung im Sport). An der Universität Bremen wurde er 2005 Lektor. Er erhielt 2007 eine Professur für Sport- und Eventmanagement an der Hochschule Macromedia in Hamburg und war noch bis 2008 Lehrbeauftragter an der Universität Bremen und war seit 2007 Präsidiumsmitglied des Internationalen Deutschen Turnfestes in Frankfurt 2009. Von 2006 bis zur Fertigstellung des Stadions 2017 wirkte er als Gesellschafter der Millerntor Stadion- und Betriebsgesellschaft des FC St. Pauli.
Er war seit 2004 Vizepräsident Sport von Special Olympics Deutschland für Sportentwicklung, Großveranstaltungen und Bildung. Schulke war Präsident des Organisationskommittees der Special Olympics National Games 2008 Karlsruhe, 2010 Bremen, 2011 Altenberg, 2012 München sowie Gründer und Leiter der Special Olympics Akademie ab 2008 (SODA).

## Ehrungen
- 2005: Ehrenvorsitzender FSG Seebergen 1982
- 2006: Ehrenmitglied Hamburger Turnerschaft von 1816
- 2009: Bundesverdienstkreuz am Bande[5]
- 2010: Friedrich-Ludwig-Jahn-Ehrenbecher der Friedrich-Ludwig-Jahn-Gesellschaft[6]
- 2010 Stadtmusikantenpreis der Bremer Tourismusgesellschaft für innovative Großveranstaltung
- 2011: Ehrenvorsitzender Special Olympics–Landesverband Bremen
- 2011: Walter-Kolb-Plakette des Deutschen Turner-Bunds
- 2017 Sonderpreis des Deutschen Turner-Bundes für die herausragende Jubiläumsschrift der Hamburger Turnerschaft von 1816 „Als Vereine in Bewegung kamen“.

## Wissenschaftliche und organisatorische Tätigkeiten
H.J. Schulke ist bereits als Jugendlicher in Führungsaufgaben des organisierten Sports gelangt. Das hat ihn lebenslang begleitet, wobei er in diversen Feldern immer wieder versucht hat zukunftsorientierte Innovationen einzuleiten (u. a. abgestufte Jugendleiterausbildung, Öffnung des Hochschulsports für die Bevölkerung, Marathon als Kulturfest, Erweiterung des Turnfestes um eine umfangreiche Turnfestakademie, Public Viewing bei der Fußball-WM 2006, innerstädtischer Triathlon in Hamburg, regionale Special Olympics für Menschen mit geistiger Behinderung, inklusive Spielfeste in Bundesligastadien u. a. m.). Zunehmend lag der Schwerpunkt bei der Organisation von Sportgroßveranstaltungen, die er durch einen Ruf auf eine Professur für Sport- und Eventmanagement 2007 vertiefen konnte. Seine Tätigkeiten im Sportmanagement hat er häufig mit wissenschaftlichen Aktivitäten verbunden. In seinen Organisationsfeldern Hochschulsport, Stadtmarathon, Turnverband, Behindertensport, öffentliche Sportverwaltung, hat er Kongresse, wissenschaftliche Beiräte, Akademien, Zeitschriften und Schriftenreihen (u. a. Pahl-Rugenstein, Putty, Meyer&Meyer, SOD-Eigendruck) initiiert wie auch Forschungsprojekte Seine Managementfelder hat er durch vielfältige wissenschaftliche Publikationen begleitet. Diese waren – orientiert an der Theorie kommunikativen Handeln von Jürgen Habermas – meist als Einladungen zum Dialog über zukünftige Entwicklungen angelegt, wählten oft die Form von Essays, Features, Thesenpapieren, Polemiken und Kommentaren. In den Analysen zum Hochschulsport, der Laufbewegung, dem Gesundheitssport, der Turnbewegung, der Olympischen Spiele, einer sportbezogenen Bildungsberichterstattung, dem Behindertensport und neuerdings Folgen der globalen Digitalisierung für die Vereinssportbewegung versucht er dialektisch die Dynamik und die Entwicklungsrichtung des Gegenstandsbereiches zu erfassen, um hieraus strategisches Handeln zu ermöglichen.

## Werke (Auswahl)
Hans-Jürgen Schulke hat rüber 40 Bücher und mehr als 300 Aufsätze zu div. Themen des Sports verfasst bzw. als (Mit)Herausgeber ediert. Er schreibt häufig Kommentare für die DOSB-Presse und sportpolitische Essays in der Zeitschrift Olympisches Feuer sowie für Tageszeitungen und Verbandspublikationen.
- Reform des Hochschulsports: Probleme des Hochschulsports der Univ. Bremen, Schriftenreihe zum Hochschulsport; Nr. 7. Allgemeiner Deutscher Hochschulsportverband, Darmstadt 1974.
- Schulsport im Abseits (Mitherausgeber). Rowohlt, Reinbek 1975
- Hochschulsport und universitäre Erwachsenenbildung, Schriftenreihe zum Hochschulsport; Nr. 13. Allgemeiner Deutscher Hochschulsportverband, Darmstadt 1976.
- Erwachsenensport als Weiterbildung. Pahl-Rugenstein, Köln 1976.
- Die Zukunft der Olympischen Spiele Pahl-Rugenstein Köln 1976.
- Reform des Hochschulsports. Darmstadt 1982.
- Selbständigkeit und Regelmäßigkeit im Breitensport. Hamburg 1982.
- Kritische Stichwörter zum Sport München 1983.
- Gesundheit in Bewegung. Aachen 1989.
- Sport – Alltag – Kultur : Standpunkte zur Sportbewegung. Meyer & Meyer, Aachen 1990.
- Gesundheitssport im DTB. Frankfurt 1997.
- Gesundheitssport und Public Health Freiburg 1997.
- Sport im Fernsehen (Mitherausgeber) Köln 2004.
- Bildungsbericht des DTB (Redaktion) Frankfurt 2008
- Bruder Jahn Freyburg 2009.
- Sportfinanzierung – Spannungen zwischen Staat und Markt (Mitherausgeber) Hamburg 2009.
- 200 Jahre Hasenheide – Aufbruch in die Moderne. Freyburg 2011.
- Sport und Inklusion – ziemlich beste Freunde (Mitherausgeber) Aachen 2014.
- Sport als Bühne (Mitherausgeber) Aachen 2016.
- Als Vereine in Bewegung kamen Göttingen 2016.
- Der erste Deutsche. Hildesheim 2017